# Lista de prefeitos de Lins
Essa é a lista de Prefeitos do município de Lins, no interior do estado de São Paulo, desde sua emancipação política, ocorrido em abril de 1920. Durante a Ditadura Vargas, assim como em outras cidades, os mandatários locais, eram nomeados pelo Interventor federal de São Paulo. Apenas em 1946, com a nova constituição, o voto direto foi restabelecido.
O cargo de prefeito foi criado em 11 de abril de 1835, pela assembleia provincial paulista, em reação aos amplos poderes conferidos pelo Código de Processo Criminal de 1832 às câmaras municipais. Seguiram o exemplo paulista seis províncias do nordeste brasileiro (Alagoas, Ceará, Maranhão, Paraíba, Pernambuco e Sergipe).
Sob a vigente ordem constitucional, essa designação é dada ao funcionário público do Poder Executivo municipal, que exerce seu cargo em função de uma legislatura (mandato), sendo para tanto eleito a cada quatro anos, podendo ser reeleito por mais 4 anos (segundo mandato).
Funções
O poder executivo municipal chefia a administração e comanda os serviços públicos, tendo como comandante o prefeito.
A partir da constituição brasileira de 1934, o cargo de prefeito passou a ser o único, em todo o Brasil, ao qual estão atribuídas as funções de chefe do poder executivo do governo local, em simetria aos chefes dos executivos da União e do estado, portanto, em forma monocrática. Este texto quer dizer que deverá haver harmonia e integração de ação entre as esferas envolvidas sem a intervenção de uma na outra, exceto nos casos previstos na Constituição Federal.
Eleições
O prefeito é eleito por sufrágio universal, secreto, direto, em pleito simultâneo em todo o País, realizado a cada quatro anos, no primeiro domingo de outubro.
E trinta dias após tem lugar o segundo turno, se o eleito em primeiro lugar não atingir 50% dos votos válidos mais um voto, no caso de municípios com mais de duzentos mil eleitores.
Conforme a legislação eleitoral atual no Brasil para tornar-se elegível, exige-se uma série de requisitos;
- Possuir nacionalidade brasileira ou portuguesa (neste caso, o cidadão português deve se encontrar amparado pelo Estatuto de Igualdade entre Portugueses e Brasileiros),
- Título de eleitor em dia e estar em gozo pleno do exercício dos direitos políticos,
- Domicilio eleitoral na circunscrição na qual o candidato se apresenta,
- Filiação partidária,
- Ser alfabetizado (tópico invalidado pela atual constituição brasileira de 1988),
- Desincompatibilização de cargo público — Se ocupa um cargo público deve sair seis meses antes das eleições e voltar caso possa só após seis meses ao pleito eleitoral,
- Renúncia de outro mandado até seis meses antes do pleito e não ser parente afim ou consangüíneo, até segundo grau, ou cônjuge de titular de cargo eletivo; pode, entretanto, ser candidato à reeleição (artigo 14 da Constituição),
- Ter idade mínima de 21 anos.

## Prefeitos Municipais (1920 - Atualidade )
| Nº | Nome                                                                                     | Retrato              | Início do Mandato      | Fim do Mandato         | Vice                                         | Notas                                                 |
| 1  | Urbano Telles de Menezes                                                                 |                      | 21 de Abril de 1920    | 1924                   | Tenente Florêncio Pupo                       |                                                       |
| 2  | Domingos de Mattos Guedes                                                                |                      | 1924                   | 1924                   | Nenhum                                       | Prefeito nomeado pela Revolução de 1924.              |
| 3  | Dimas Ribeiro                                                                            |                      | 1924                   | 1925                   | Domingo de Mattos Guedes                     |                                                       |
| 4  | Paulo Lusvarghi                                                                          |                      | 1926                   | 1930                   | Pedro Ferreira e Benedito Franco de Oliveira |                                                       |
| 5  | João Pinto da Silva                                                                      | Sin foto q           | 1930                   | 1930                   |                                              | Prefeito Eleito em Sufrágio Universal direto          |
| –  | Junta Governativa de 1930: • Luiz Parigot; • João J.de Andrade; • Octávio da Silva Leme. |                      | 1930                   | 1930                   | Nenhum                                       | Prefeitos Nomeados (Revolução de 1930)                |
| 6  | Ranulpho Silva                                                                           | Sin foto q           | 1930                   | 1931                   | Nenhum                                       | Prefeito nomeado                                      |
| 7  | Érico de Abreu Sodré                                                                     | Sin foto q           | 1931                   | 1932                   | Nenhum                                       | Prefeito nomeado                                      |
| 8  | João José Garcez Novaes                                                                  | Sin foto q           | 1932                   | 1933                   | Nenhum                                       | Prefeito nomeado                                      |
| –  | Paulo Olympio Nogueira Costa                                                             |                      | 1933                   | 1933                   | Nenhum                                       | Prefeito nomeado (Interino primeira vez)              |
| 9  | José de Andrade Vieira                                                                   |                      | 1933                   | 1933                   | Nenhum                                       | Prefeito nomeado                                      |
| 10 | Antenor Faria                                                                            | Sin foto q           | 1933                   | 1933                   | Nenhum                                       | Prefeito nomeado                                      |
| 11 | José Corrêa de Mello                                                                     | Sin foto q           | 1933                   | 1934                   | Nenhum                                       | Prefeito nomeado                                      |
| –  | Paulo Olympio Nogueira Costa                                                             |                      | 1934                   | 1934                   | Nenhum                                       | Prefeito nomeado (Interino segunda vez)               |
| 12 | João Bráulio Junqueira                                                                   | Sin foto q           | 1934                   | 1936                   | Nenhum                                       | Prefeito nomeado                                      |
| –  | Paulo Olympio Nogueira Costa                                                             |                      | 1936                   | 1936                   | Nenhum                                       | Prefeito nomeado (Interino terceira vez)              |
| 13 | João Bráulio Junqueira                                                                   | Sin foto q           | 1936                   | 1938                   | Nenhum                                       | Prefeito Nomeado                                      |
| –  | Paulo Olympio Nogueira Costa                                                             |                      | 1938                   | 1938                   | Nenhum                                       | Prefeito nomeado (Interino quarta vez)                |
| 14 | Urbano Telles de Menezes                                                                 |                      | 1938                   | 1945                   | Nenhum                                       | Prefeito nomeado pelo Estado Novo                     |
| 15 | Daniel Saraiva                                                                           | Sin foto q           | 1945                   | 1945                   | Nenhum                                       | Prefeito nomeado por um Juiz de Direito               |
| 16 | Jonas Coelho Vilhena                                                                     |                      | 1945                   | 1945                   | Nenhum                                       | Prefeito nomeado (Interino)                           |
| 17 | Urbano Telles de Menezes                                                                 |                      | 1945                   | 1947                   | Nenhum                                       | Prefeito nomeado                                      |
| 18 | Mário Bueno Brandão                                                                      |                      | 1947                   | 1947                   | Nenhum                                       | Prefeito Interino                                     |
| 19 | Mery Gouvêa                                                                              |                      | 1947                   | 1947                   | Nenhum                                       | Prefeito Interino                                     |
| 20 | José Araripe Luz Pereira                                                                 | Sin foto q           | 1947                   | 1948                   | Nenhum                                       | Prefeito Interino                                     |
| 21 | Luiz Gomes do Val                                                                        | Sin foto q           | 1948                   | 1948                   | Nenhum                                       | Prefeito nomeado                                      |
| 22 | Joaquim Mauro Prado                                                                      |                      | 1948                   | 1951                   | Manoel Ferreira Martins                      | Prefeito Eleito através de Sufrágio Universal direto. |
| 23 | João Santos Meira                                                                        | Sin foto q           | 1952                   | 1955                   | Nestor de Cunto                              | Prefeito Eleito através de Sufrágio Universal direto. |
| 24 | Moysés Antônio Tobias                                                                    |                      | 1 de janeiro de 1956   | 2 de agosto de 1959    | Manoel Ferreira Martins                      | Prefeito Eleito através de Sufrágio Universal direto. |
| 25 | Alcides Ramos Antunes                                                                    | Sin foto q           | 2 de agosto de 1959    | 24 de agosto de 1959   | Nenhum                                       | Prefeito Interino – Presidente da Câmara.             |
| 26 | Raphael Sant'Anna Carneiro                                                               | Sin foto q           | 24 de agosto de 1959   | 1 de janeiro de 1960   | Nenhum                                       | Prefeito Eleito pela Câmara Municipal.                |
| 27 | Gilberto Siqueira Lopes                                                                  |                      | 1 de janeiro de 1960   | 30 de janeiro de 1963  | Luiz Noronha                                 | Prefeito Eleito através de Sufrágio Universal direto. |
| 28 | Luiz Noronha                                                                             | Sin foto q           | 30 de janeiro de 1963  | 27 de agosto de 1963   | Nenhum                                       | Vice Prefeito. Assumiu após a renúncia do titular.    |
| 29 | Antônio Augusto Lusvarghi                                                                | Sin foto q           | 27 de agosto de 1963   | 5 de setembro de 1963  | Nenhum                                       | Prefeito Interino                                     |
| 30 | Cidene Silveira                                                                          |                      | 5 de setembro de 1963  | 7 de outubro de 1963   | Nenhum                                       | Prefeito Interino - Presidente da Câmara              |
| 28 | Luiz Noronha                                                                             | Sin foto q           | 7 de outubro de 1963   | 31 de dezembro de 1963 | Nenhum                                       | Reassumiu o cargo de Prefeito após estar licenciado.  |
| 31 | Rubens Furquim                                                                           |                      | 1 de Janeiro de 1964   | 31 de Janeiro de 1969  | Joaquim Francisco da Cunha Junqueira         | Prefeito Eleito através do Sufrágio universal direto. |
| 32 | Joaquim Francisco da Cunha Junqueira                                                     |                      | 1 de Fevereiro de 1969 | 31 de Janeiro de 1973  | José Ariano Junior                           | Prefeito Eleito através do Sufrágio universal direto. |
| 33 | Rubens Furquim                                                                           |                      | 1 de Fevereiro de 1973 | 31 de Janeiro de 1977  | Palmiro Nitrini                              | Prefeito Eleito através do Sufrágio universal direto. |
| 34 | Waldemar Casadei                                                                         |                      | 1 de Fevereiro de 1977 | 31 de Janeiro de 1983  | Nildo Ribeiro                                | Prefeito Eleito através do Sufrágio universal direto. |
| 35 | Luiz Antônio Melges Tinós                                                                |                      | 1 de Fevereiro de 1983 | 31 de Dezembro de 1988 | José Herrera                                 | Prefeito Eleito através do Sufrágio universal direto. |
| 36 | Cilmar Machado dos Santos                                                                |                      | 1 de Janeiro de 1989   | 31 de Dezembro de 1992 | Israel Antônio Alfonso                       | Prefeito Eleito através do Sufrágio universal direto. |
| 37 | Roberto Pires da Silva                                                                   |                      | 1 de Janeiro de 1993   | 31 de Dezembro de 1996 | Heitor Umberto Teixeira da Silva             | Prefeito Eleito através do Sufrágio universal direto. |
| 38 | Valderez Vegiato Moya                                                                    |                      | 1 de janeiro de 1997   | 31 de dezembro de 2000 | Luis Antônio Montalvão                       | Prefeita Eleito através do Sufrágio universal direto. |
| 39 | Valderez Vegiato Moya                                                                    | 1 de janeiro de 2001 | 31 de dezembro de 2004 | Luis Antônio Montalvão | Prefeita Reeleita                            |                                                       |
| 40 | Waldemar Casadei                                                                         |                      | 1 de janeiro de 2004   | 31 de dezembro de 2008 | Keiko Obara Kurimori                         | Prefeito Eleito através do Sufrágio universal direto. |
| 41 | Waldemar Casadei                                                                         | 1 de janeiro de 2009 | 31 de dezembro de 2012 | Keiko Obara Kurimori   | Prefeito e vice Reeleitos                    |                                                       |
| 42 | Edgard de Souza                                                                          | Sin foto q           | 1 de janeiro de 2013   | 31 de dezembro de 2016 | Rogério Antonio Furtado Barros               | Prefeito Eleito através do Sufrágio universal direto. |
| 43 | Edgard de Souza                                                                          | Sin foto q           | 1 de janeiro de 2017   | 11 de agosto de 2017   | Carlos Alberto Daher                         | Prefeito e vice Reeleitos, cassados pelo TSE.         |
| 44 | José Roberto Danzi                                                                       | Sin foto q           | 12 de Agosto de 2020   | 9 de Outubro de 2020   | Nenhum                                       | Prefeito Interino – Presidente da Câmara              |
| 45 | Akio Matsuura                                                                            | Sin foto q           | 10 de Outubro de 2020  | 31 de Dezembro de 2020 | Nenhum                                       | Eleito pela Câmara Municipal                          |
| 46 | João Pandolfi                                                                            | Dr._João_Pandolfi    | 1 de janeiro de 2021   | 31 de dezembro de 2024 | André Luiz Kodjaoglanian                     | Prefeito Eleito através do Sufrágio universal direto. |
| 47 | João Pandolfi                                                                            | Dr._João_Pandolfi    | 1 de janeiro de 2025   | Atualidade             | André Luiz Kodjaoglanian                     | Prefeito e vice Reeleitos.                            |